# Hanspeter Dickel
Hanspeter Dickel (* 1945 in Gronau) ist ein deutscher Autor historisch-landeskundlicher Bücher.

## Leben
Dickel machte seine Mittlere Reife in Gronau und besuchte anschließend die Höhere Handelsschule in Rheine. Als Bassist und Organisator war er zu jener Zeit bereits Mitglied der erfolgreichen Gronauer Beatband „The Lightnings“. Nach einer Ausbildung zum Sozialarbeiter in Bochum und einem Anerkennungsjahr in Schwelm besaß er die Allgemeine Hochschulreife.
Von 1970 bis 1986 war er wohnhaft in West-Berlin und studierte Geographie, Geologie und Biologie an der Freien Universität. Nach der Referendarzeit am Albert-Einstein-Gymnasium in Britz avancierte er zum Studienassessor. Dickel wurde wissenschaftlicher Mitarbeiter an der Freien Universität Berlin am Osteuropa-Institut, Abteilung Landeskunde. Gleichzeitig war er langjähriges Mitglied der „Theatergruppe im Philippikeller“ in  Charlottenburg. 1982 war  Herausgeber und Mitautor der Ortsmonographie „Natur und Kultur des Raumes Gronau und Epe“, einem Werk mit einem herausnehmbaren Atlas.
Von 1986 bis 1988 war Dickel wissenschaftlicher Mitarbeiter bei der Stadt Rhede und mit der Vorbereitung des Medizin- und Apothekenhistorischen Museums beschäftigt. Nach der Herausgabe des „Atlas für Rhede“ war er Bearbeiter des westmünsterländischen Flurnamenprojektes für Gronau und Epe (Urkataster und aktuelles Namengut). Von 1991 bis 2006 war er Leiter des Stadtarchivs Gronau.

## Werk
Seit mehr als 30 Jahren ist Dickel als freier Autor tätig, seit 1989 auch als Verleger und Gestalter kultureller Veranstaltungen. Er ist Begründer und Herausgeber des „Bürgerbuch Gronau und Epe“ (seit 1990, 17. Jg. 2008) und der „Schriften aus dem Stadtarchiv Gronau“ (12 Bände, 1995–2005), Herausgeber bzw. Bearbeiter weiterer 14 Bücher, vorrangig zu soziokulturellen und stadtgeschichtlichen Themen. Er veröffentlichte mehr als 250 Fachartikel, insbesondere zur historischen Landeskunde des Grenzraumes. Seine Arbeitsschwerpunkte sind die Entwicklung der Kulturlandschaft, die Kartographie und das Genossenschaftliche Kreditwesen. Er fertigte Photoarbeiten zu ausgewählten Natur- und Kulturthemen Deutschlands und Europas, insbesondere Leuchttürme. Er gab bislang mehr als 600 Motive heraus (Kunstkarten, Photokarten, Lesezeichen). Dickel ist Initiator und Moderator der seit 1994 angebotenen „Lesungen im Gronauer Wasserturm“. Bislang fanden 36 Lesungen mit nahezu 70 Autoren bzw. Gruppen statt.